# Adl Bakru
Adl Bakru (arab. عدل بكرو, ʿAdl Bakrū; fr. Adel Bagrou) – miasto i gmina w południowo-wschodniej Mauretanii, w regionie Haud asz-Szarki w departamencie Amurdż.